# Níki (Flórina)
Níki, en grec moderne : Νίκη, auparavant appelé Nengóstani (Νεγκότσανη), est un village du dème de Flórina, district régional de Flórina, en Macédoine-Occidentale, Grèce. 
Selon le recensement de 2011, la population du village compte 273 habitants.